# Cuéllar
Cuéllar er en by og kommune i det centrale Spanien i provinsen Segovia. Den har et indbyggertal på 9.530 (2024) indbyggere.